# 红草镇
红草镇（漢語拼音：hong cao），是中华人民共和国广东省汕尾市城区下辖的一个乡镇级行政单位。

## 行政区划
红草镇下辖以下地区：
红草社区、埔边村、西河村、五雅村、青山村、光明村、三和村、南汾村、拾和村、径口村、梧围村、海梧村、亚洲村、辰洲村和新村。

## 鄰近市鎮
- 捷勝鎮
- 東涌鎮
- 城區

## 圖片

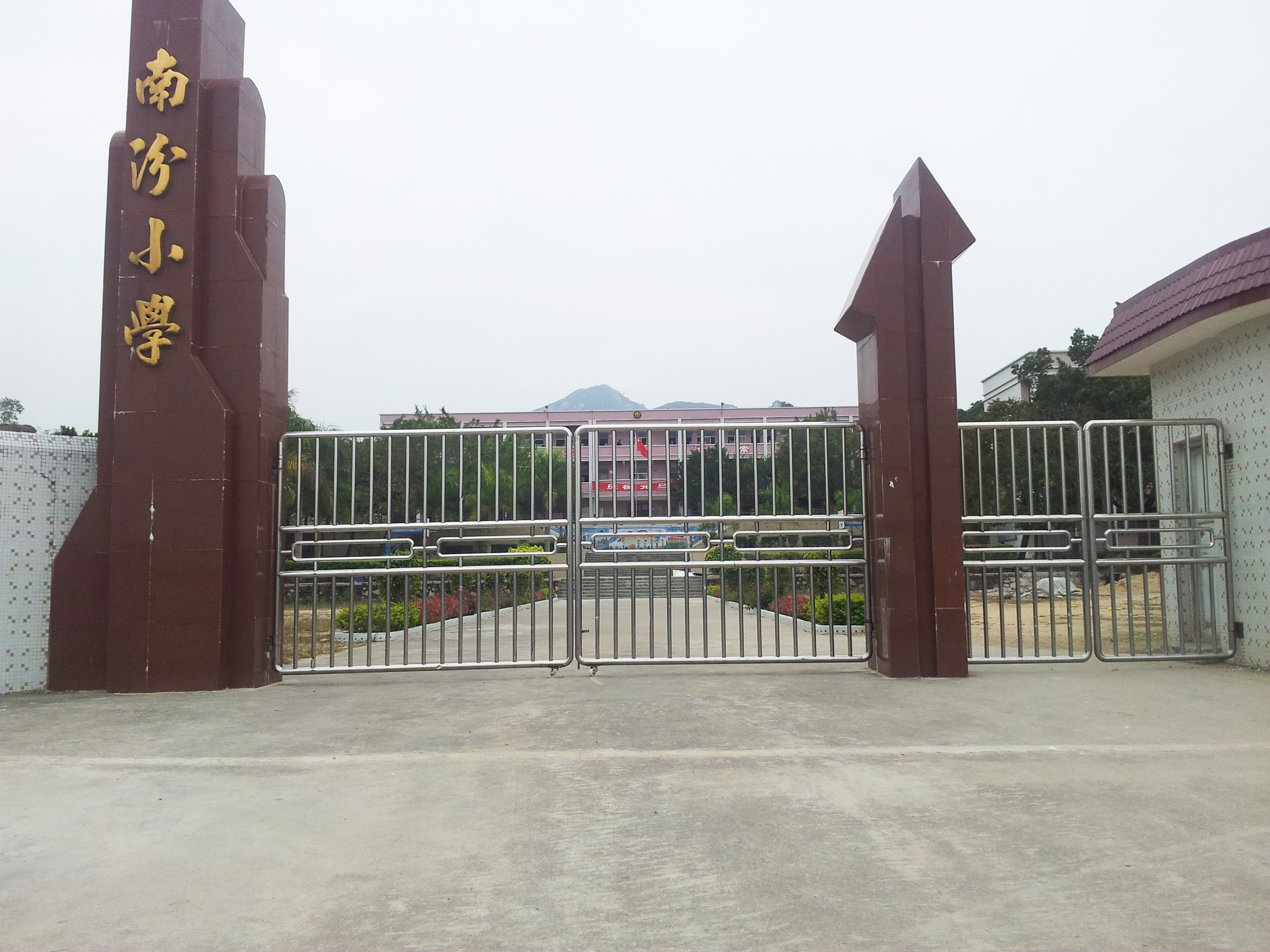
紅草鎮南汾小學
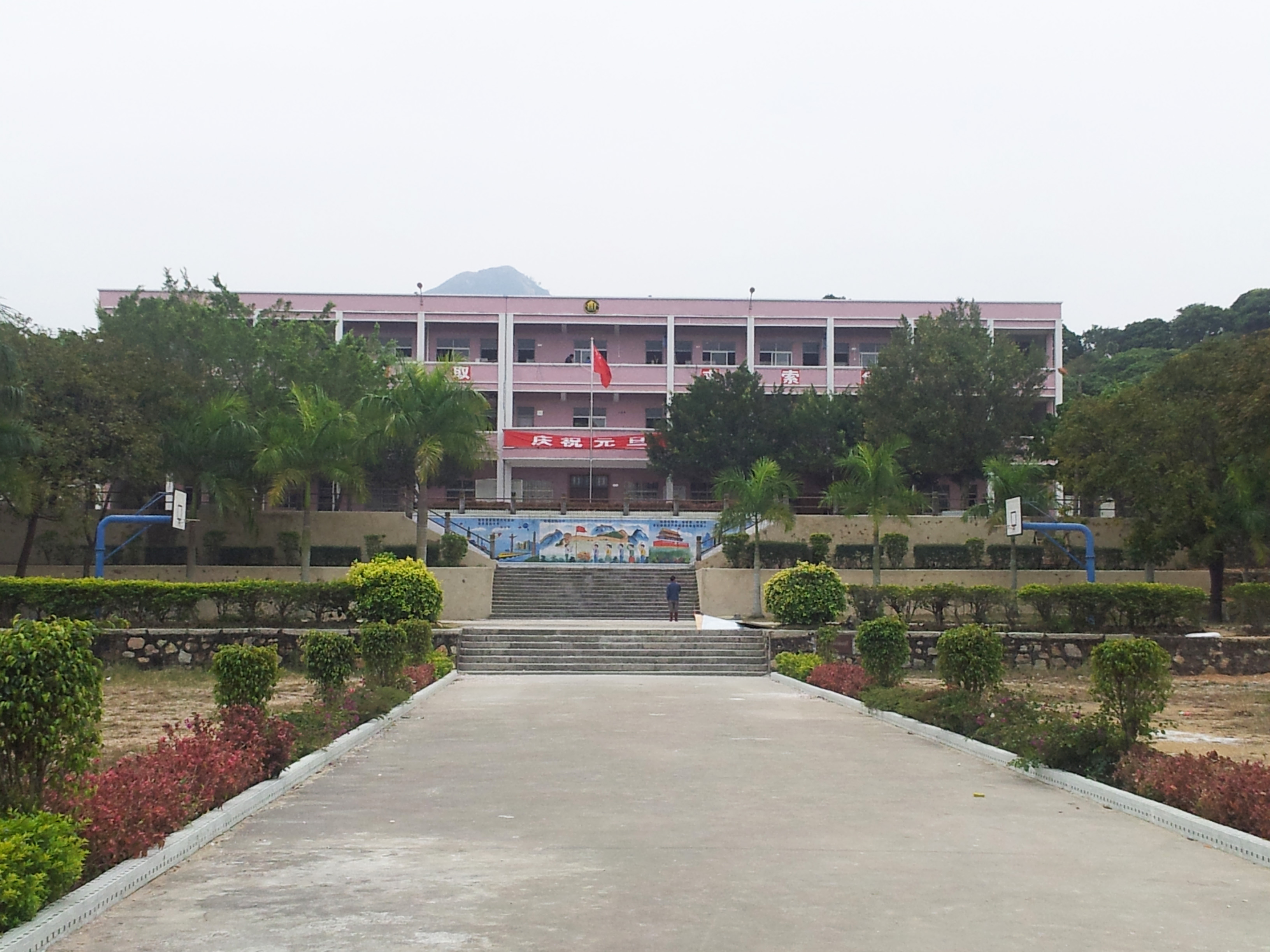
紅草鎮學校操場
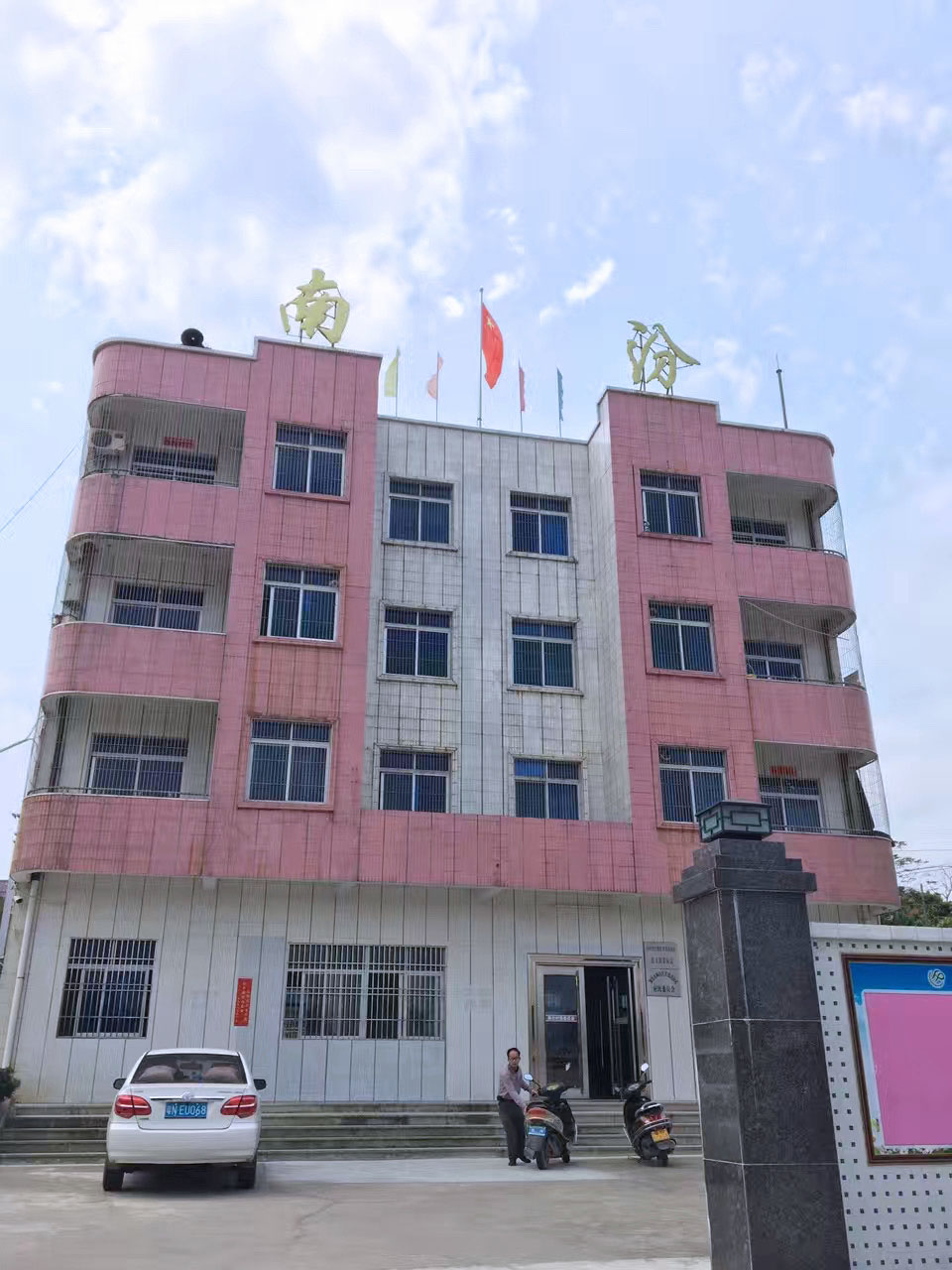
紅草鎮南汾村南汾小學教師宿舍
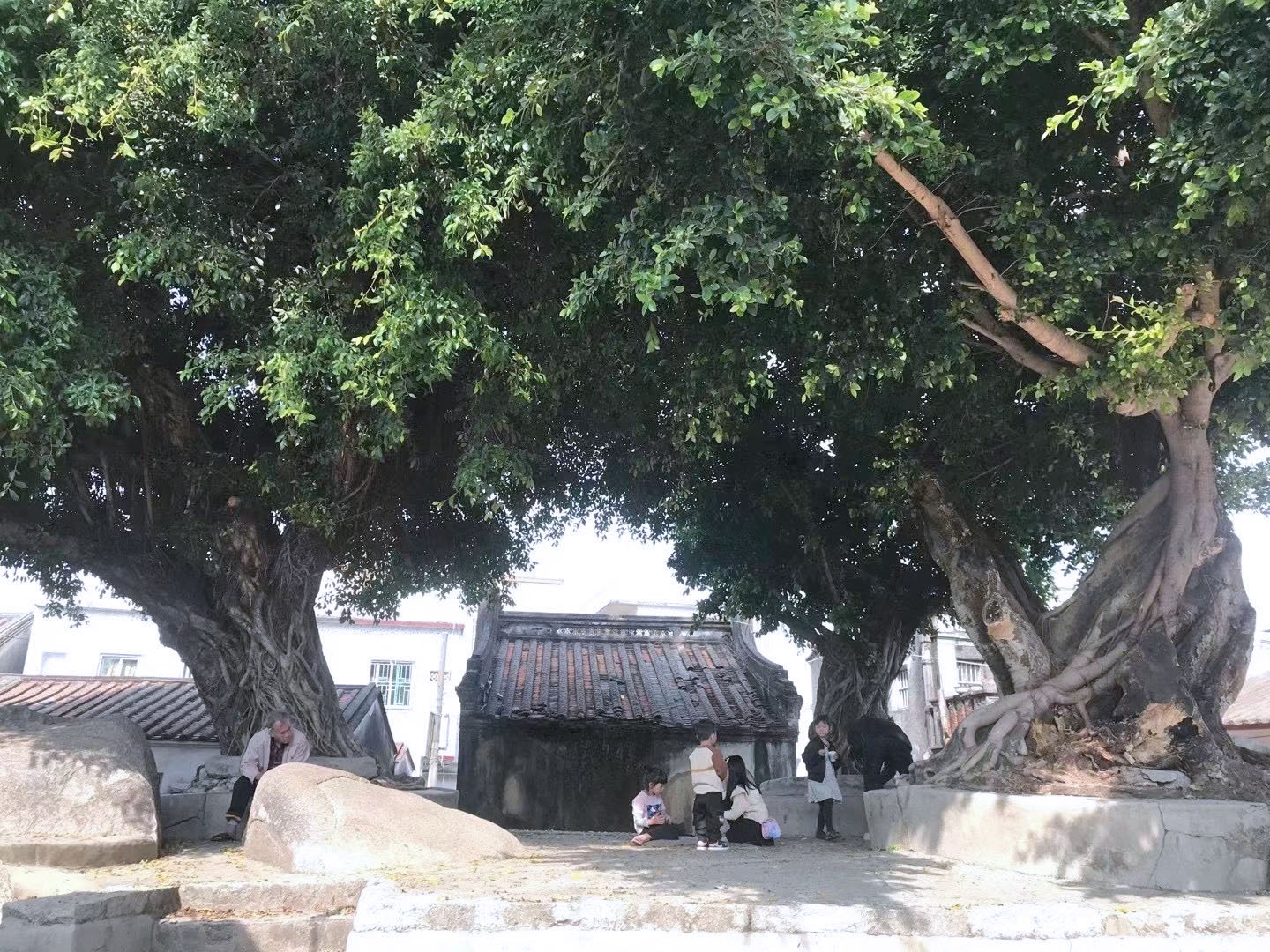
紅草鎮南汾村百年歷史的榕樹
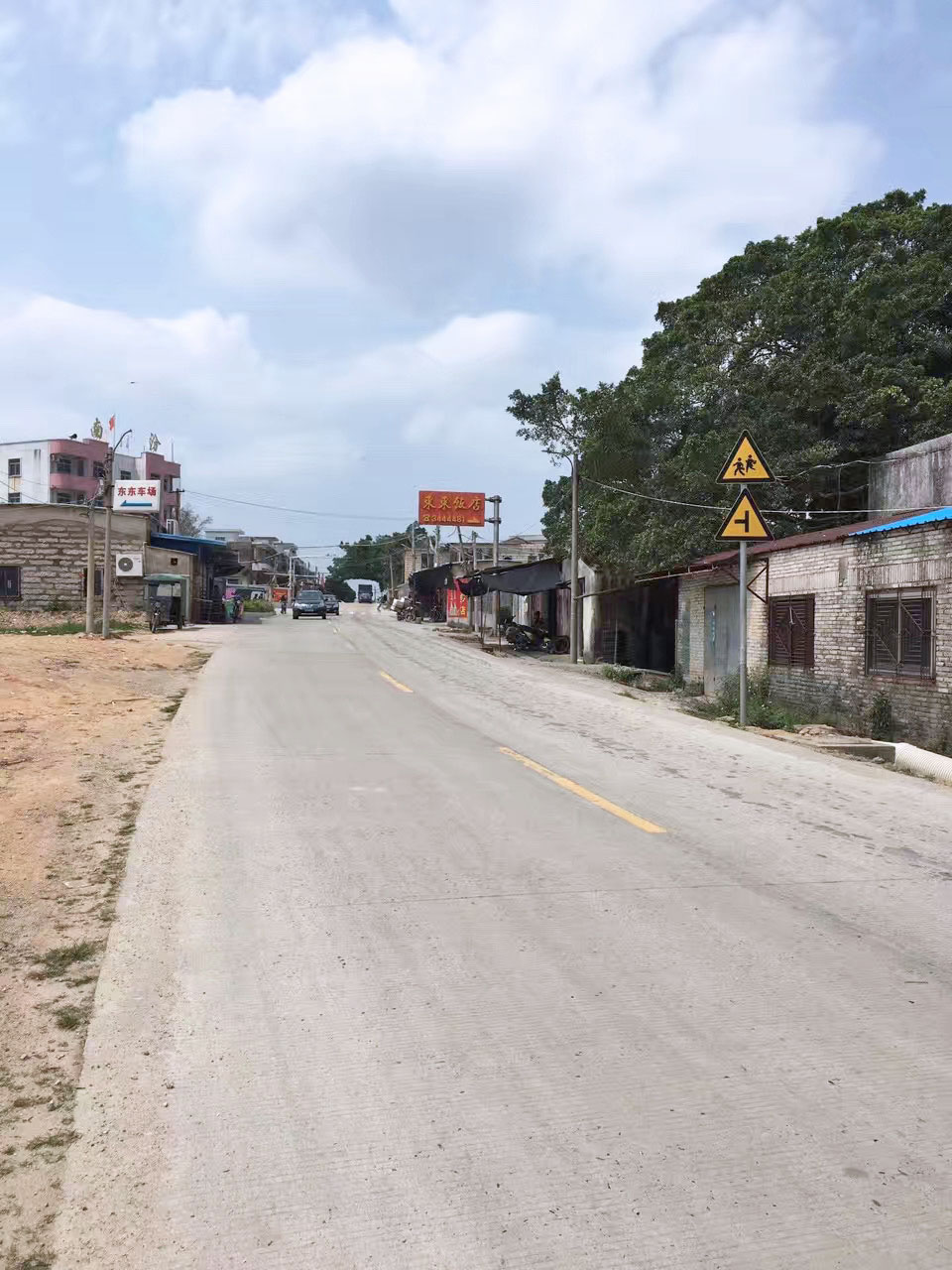
紅草鎮南汾村125縣道，主要往來長沙、馬宮等地
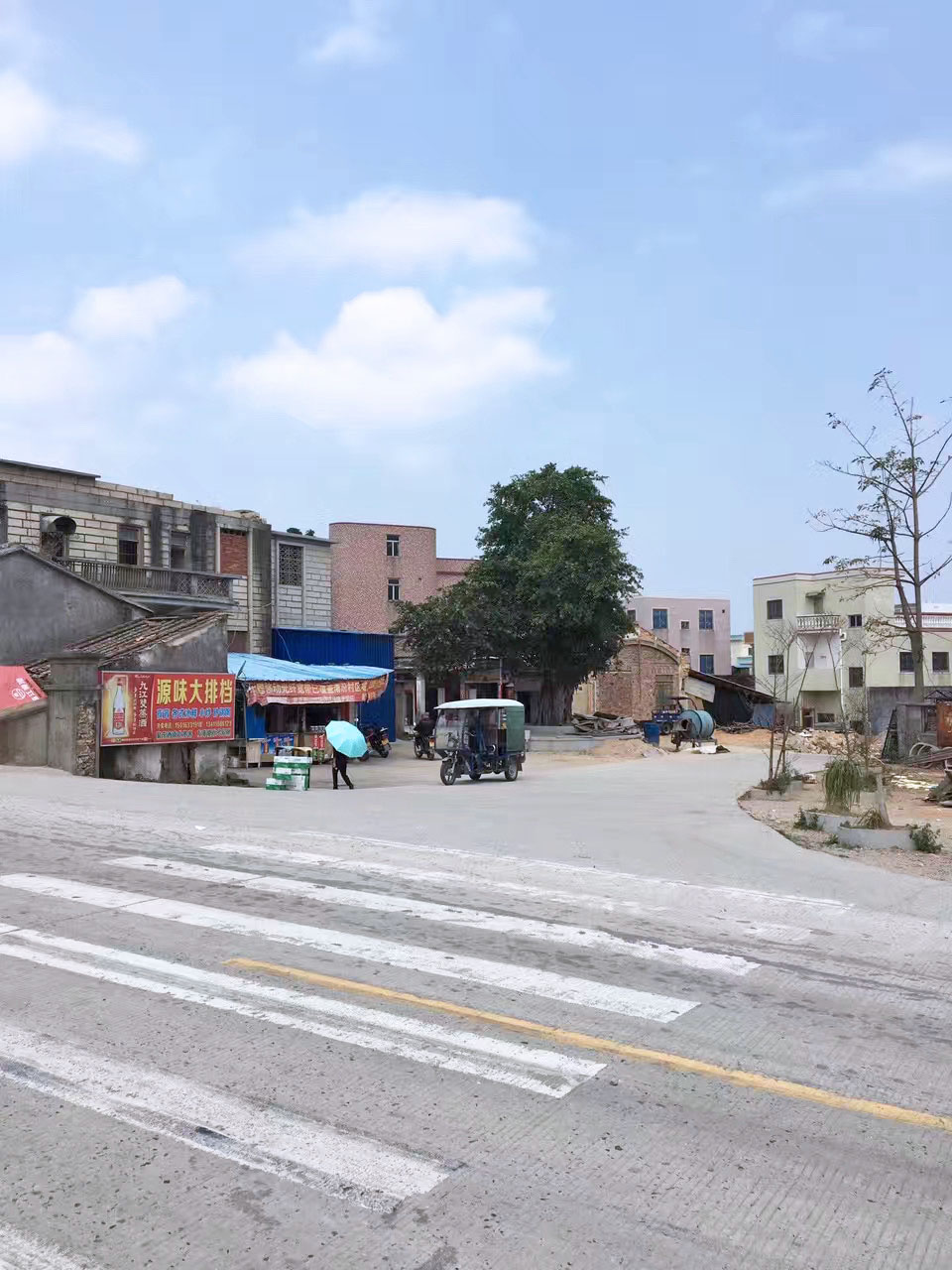
紅草鎮南汾村昔日的電影院